# Jan Kanty Gregorowicz
Jan Kanty Gregorowicz, pseudonim Janek z Bielca (ur. 17 października 1818 w Warszawie, zm. 16 września 1890 tamże) – polski dziennikarz i pisarz, szczególnie zainteresowany tematyką wiejską.

## Życiorys
Syn kupca Jana Hrehorowicza Sołowiewa i Marii z Trzebieńskich, uczeń szkół pijarskich w Warszawie. Zajmował się w młodości gospodarstwem wiejskim, a w 1849 r. osiadł stale w Warszawie i poświęcił się wyłącznie pracom literackim. Pierwsze pisma drukował w "Bibljotece Warszawskiej". Rozprawa ogłoszona w „Rocznikach gospodarstwa krajowego” w 1850, pt. Uwagi nad środkami podniesienia w kraju naszym gospodarstwa wiejskiego zwróciła nań powszechną uwagę. Od 1851 do 1859 był redaktorem „Gazety Rolniczej, Przemysłowej i Handlowej” przy „Gazecie Codziennej”, następnie wraz z F.H. Lewestamem wydawał i redagował pismo humorystyczne „Wolne Żarty” (1858–1859) i przez rok „Gazetę Codzienną”, a w 1860 – „Kmiotka”. W 1860 nabywszy na własność „Magazyn Mód” zmienił jego tytuł na „Tygodnik Mód i Powieści” (1862) i wydawał go pod własnym kierunkiem do 1889; Gregorowicz firmował je własnym nazwiskiem, jednak pismo faktycznie prowadziła Joanna Belejowska.  Redagował prócz tego „Przyjaciela Dzieci” (od 1867) i od 1872 lub 1873 tygodnik dla ludu miejskiego i wiejskiego „Zorza”. Oddzielnie wydał przeznaczone dla ludu (niektóre także dla dzieci) publikacje: Obrazki wiejskie (4 t., Warszawa 1852); Zarysy wiejskie (2 t., 1854); Tomek beznogi i Proszaki (3 tomy, Warszawa, 1854); Dwie sceny z pożycia wiejskiego (2 t., Warszawa, 1854); Dobry ekonom (2 t., Warszawa, 1858); Tomek Sandomierzak (2 t., Warszawa, 1858); Elementarz dla chłopców wiejskich (Warszawa, 1859; drugie wydanie Wilno, 1861); Gawędy księdza proboszcza pod lipami (1858–1860). Z powodzeniem wystawiana była jego komedyjka – „obrazek wiejski ze śpiewami” – Janek spod Ojcowa (muzykę napisał:Oskar Kolberg).
Był jednym z autorów haseł do 28 tomowej Encyklopedii Powszechnej Orgelbranda z lat 1859–1868. Jego nazwisko wymienione jest w I tomie z 1859 roku na liście twórców zawartości tej encyklopedii.
Gregorowicz był przeciwnikiem pańszczyzny, działał na rzecz podniesienia oświaty wśród ludu wiejskiego i poprawy jego bytu. Sprzeciwiał się jednak posunięciom radykalnym i działaniom rewolucyjnym. Był aktywnym członkiem Sekcji Czytelń Bezpłatnych Towarzystwa Dobroczynności w 70. XIX w., czym zasłużył się m.in. dla czytelnictwa wśród rzemieślników.
Został pochowany na Cmentarzu Powązkowskim (R-II-26).

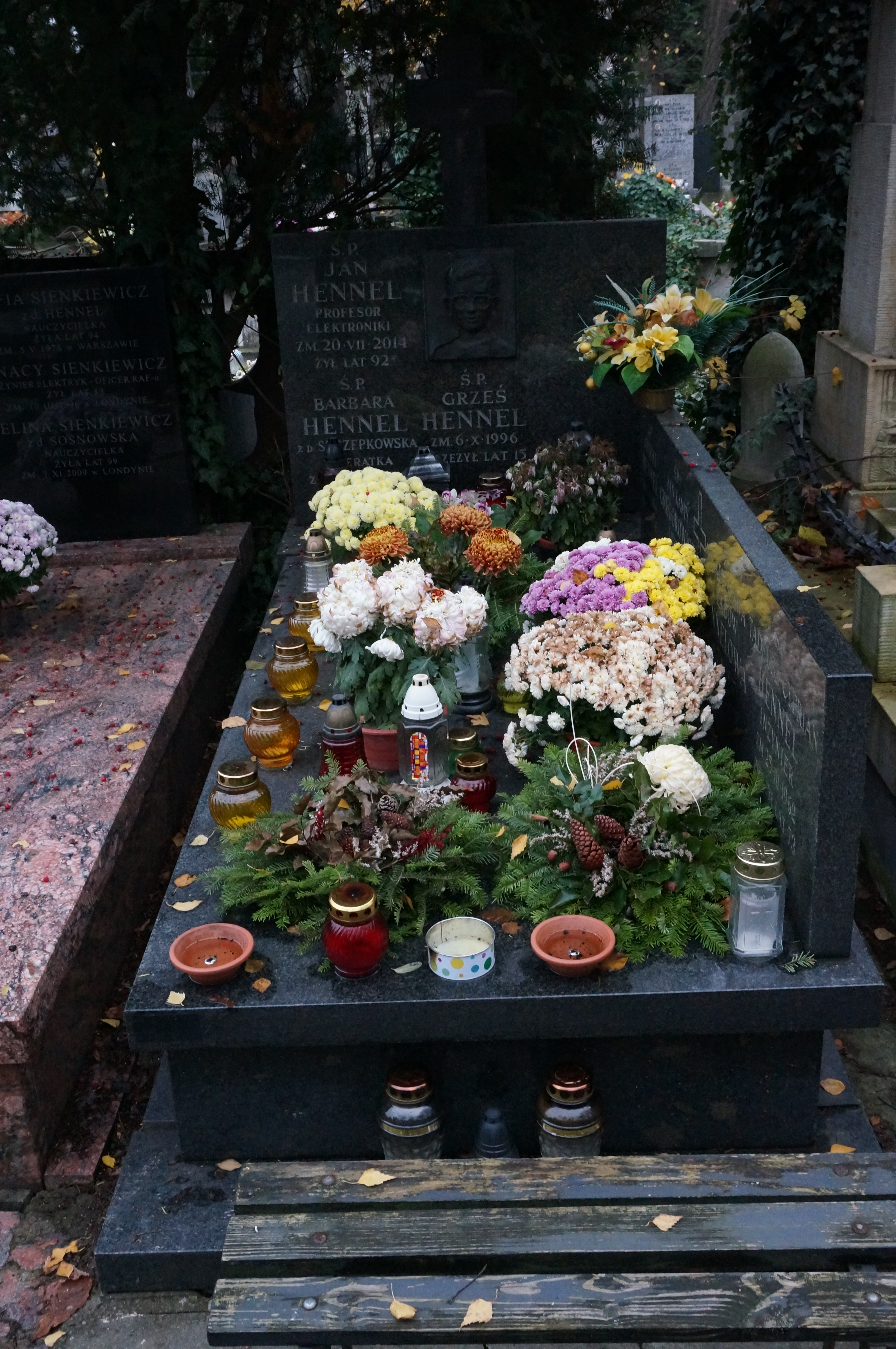
Grób Jana Hennela i Jana Kantego Gregorowicza na Cmentarzu Powązkowskim